# Puma płowa
Puma płowa, puma kostarykańska, puma, kuguar (Puma concolor) – gatunek drapieżnego ssaka z podrodziny kotów (Felinae) w obrębie rodziny kotowatych (Felidae), zamieszkujący Amerykę od Kanady po Patagonię (choć w wielu regionach została wytępiona).

## Taksonomia
Gatunek po raz pierwszy zgodnie z zasadami nazewnictwa binominalnego opisał w 1771 roku szwedzki przyrodnik Karol Linneusz nadając mu nazwę Felis concolor. Holotyp pochodził z regionu Kajenny, w Gujanie Francuskiej. Jedyny żyjący przedstawiciel rodzaju puma (Puma).
Tradycyjnie wyróżniano ponad 30 podgatunków, jednak ostatnie analizy sekwencji genów mitochondrialnych sugerują, że P. concolor z Ameryki Północnej wywodzi się od niewielkiej grupy wyjściowej około 10 000 lat temu, a zróżnicowanie genomowe jest wystarczające, by utrzymać dwa podgatunki na półkuli zachodniej. Autorzy Illustrated Checklist of the Mammals of the World rozpoznają dwa podgatunki.
Puma płowa jest największym przedstawicielem małych kotów oraz piątym co do wielkości kotowatym świata (po tygrysie, lwie, jaguarze i lamparcie). Jego masa jest charakterystyczna dla podrodziny panter (Pantherinae), jednak jest bliżej spokrewniony z podrodziną kotów (Felinae). Podrodzina kotów ewoluowała w Azji 11 milionów lat temu. Przeprowadzone badania nad taksonomią kotów na szczątkach tylko częściowo wyjaśniają ich pochodzenie. Dużo wyjaśniło badanie mtDNA, a ponieważ w zapisie kopalnym koty te są słabo reprezentowane, jest to satysfakcjonujący wynik.

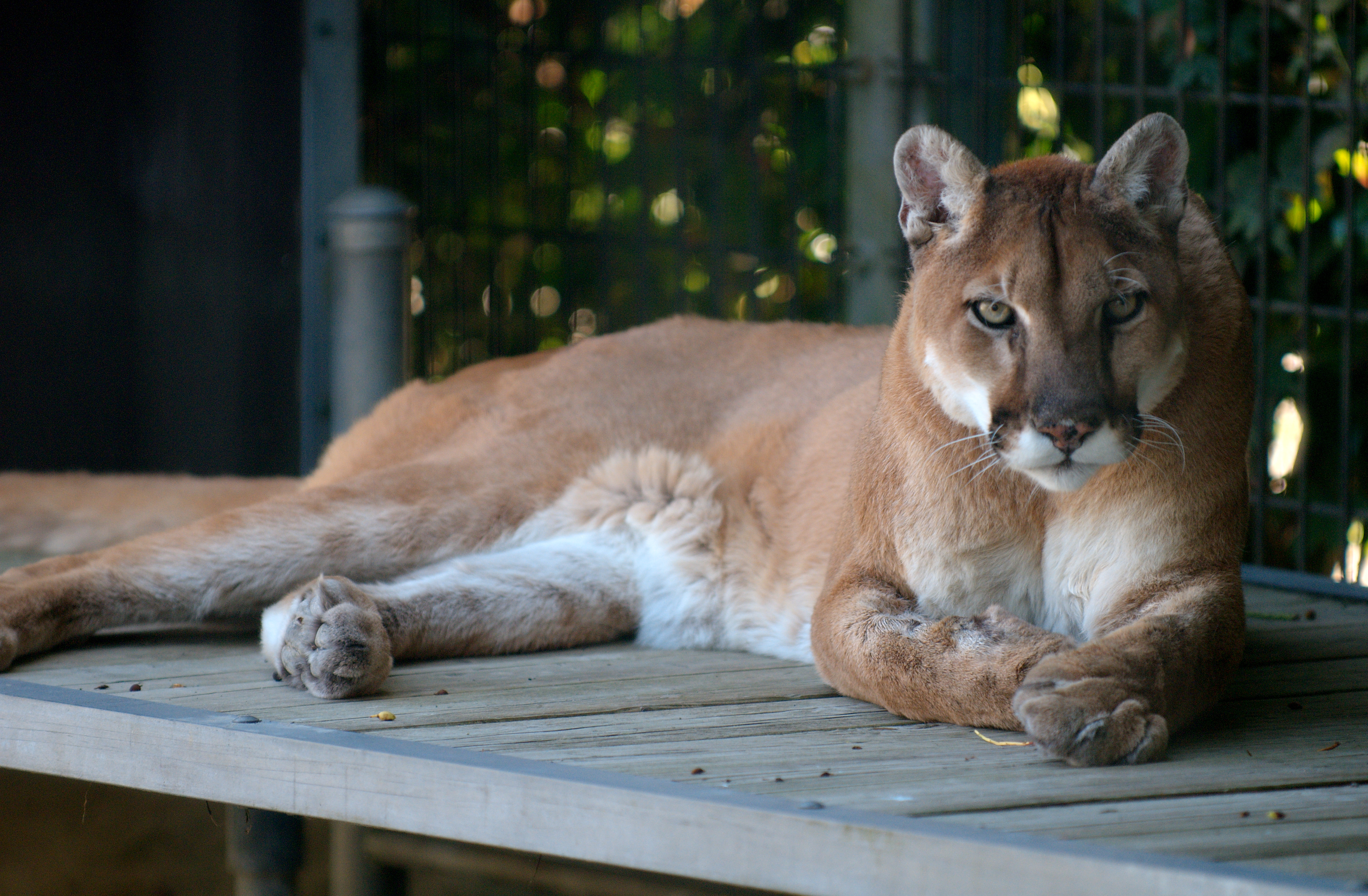

Przeprowadzone w 2006 r. badania genetyczne wykazały, że przodek rodzajów Leopardus, Lynx, Puma, Prionailurus i Felis migrował przez most lądowy Beringa do Ameryk około 8,5 do 8 milionów lat temu, gdzie rozprzestrzenił się i utworzył nowe gatunki. Puma była długo umieszczana w rodzaju Felis, obejmującym między innymi kota domowego, obecnie jest umieszczana w rodzaju Puma wraz z jaguarundi amerykańskim.
Badania wykazały też, że puma i jaguarundi są blisko spokrewnione z dzisiejszym gepardem z Afryki i wschodniej Azji.
Culver et al. sugeruje, że oryginalna populacja północnoamerykańskiej Puma concolor wyginęła podczas masowego wymierania u schyłku plejstocenu 10 tys. lat temu, wraz z innymi dużymi ssakami, jak smilodon. Sugeruje też, że populacja pochodzi od grupy południowoamerykańskiej.

### Etymologia
- Puma: peruwiańska nazwa (język keczua) Puma dla tego kota[57].
- concolor: łac. concolor, concoloris „tego samego koloru, jednobarwny, podobny”, od cum (stara forma com) „razem z”; color, coloris „kolor”[58].
- cougar: fr. couguar „puma”, od port. cuguardo „puma” (zdeformowana wersja braz. suçuarana), być może od tupi suasuarana „zwierzę podobne do jelenia”, od suasu „jeleń”; rana „fałszywy”[59].

## Zasięg występowania
Puma płowa występuje w Ameryce zamieszkując w zależności od podgatunku:
- P. concolor concolor – Ameryka Południowa, prawdopodobnie z wyłączeniem zachodniej części Andów na północy.
- P. concolor cougar – puma wschodnia – zachodnia Ameryka Północna od południowo-zachodniej Kanady przez zachodnie Stany Zjednoczone do Ameryki Środkowej i izolowana populacja w południowej Florydzie; być może północna Ameryka Południowa na zachód od Andów.

## Morfologia

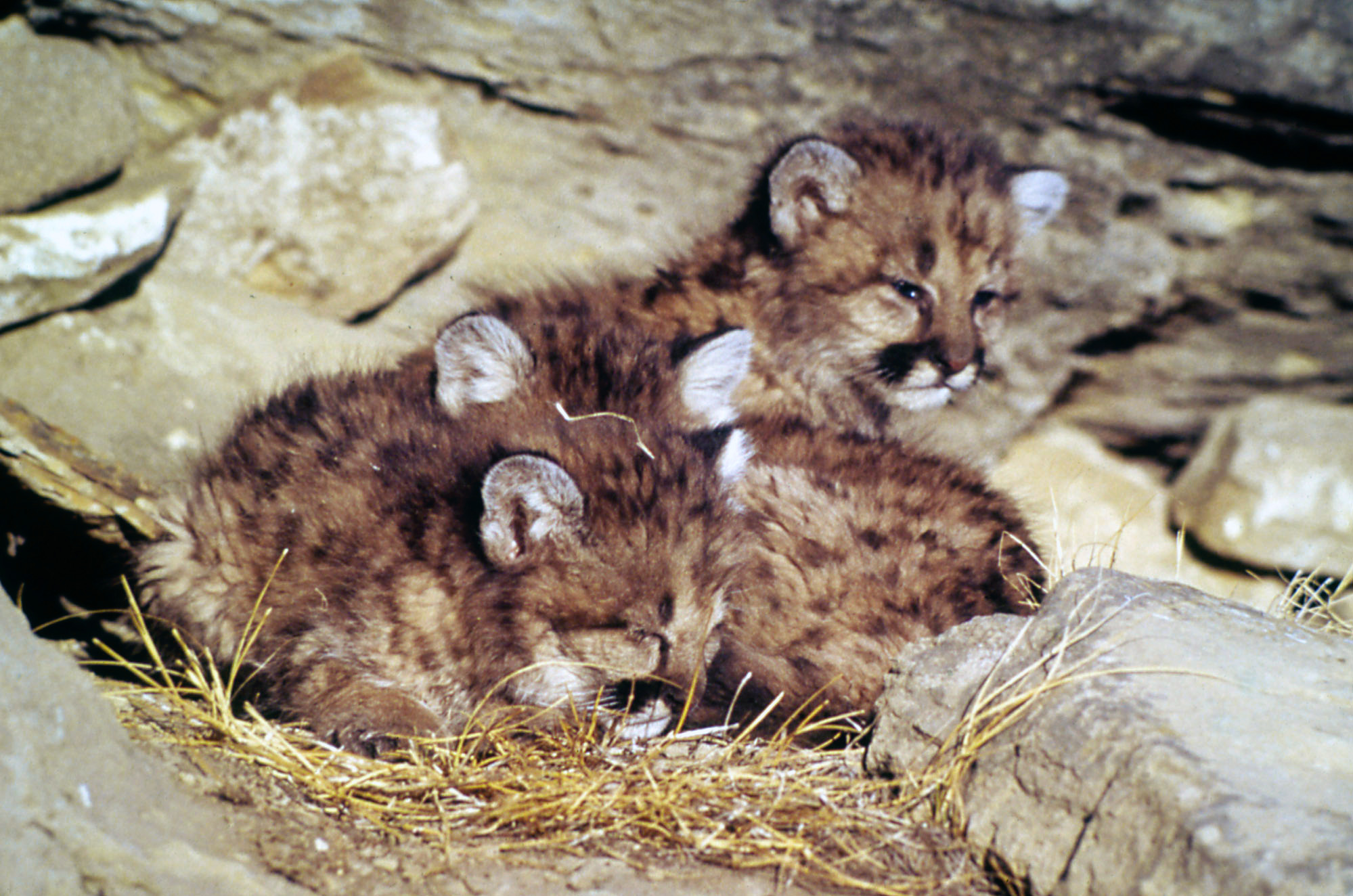
Młode

Duży kot o stosunkowo małej głowie, smukłym i gibkim tułowiu. Przednie łapy mają po pięć, zaś tylne po cztery palce. Futro krótkie, miękkie, jednolicie żółtobrunatne (choć w zależności od biotopu spotyka się osobniki ubarwione od szarosrebrnych po czarne). Samce większe od samic, lecz większe zróżnicowanie spotyka się między podgatunkami. Młode pokryte są cętkami, a na ogonie mają czarne pierścienie.

### Wymiary
Długość ciała (bez ogona) 86–155 cm, długość ogona 60–97 cm; masa ciała samic 34–48 kg, samców 53–72 kg (wyjątkowo do 120 kg).

## Ekologia

### Pożywienie
Głównie ssaki. Małe ofiary zjada natychmiast, podczas gdy pozostałości większych zdobyczy chowa maskując je częściami roślin. Do schowanego mięsa powraca tylko wówczas, gdy nic nie upoluje, nieświeżego mięsa nie je.
Istnieją udokumentowane przypadki ataku na człowieka, niektóre ze skutkiem śmiertelnym.

### Rozród
Gniazdo znajduje się w jaskini, szczelinie skalnej, wykrocie lub w zaroślach. Nie mają sprecyzowanego okresu godowego, są zdolne do reprodukcji przez cały rok. Ruja samic trwa około 9 dni. Po ciąży trwającej 90–96 dni samica rodzi od jednego do sześciu nagich i ślepych kociąt. Jednak zwykle rodzą się 3-4 młode. Świeżo urodzone młode waży od 226–453 g. Kocięta zaczynają widzieć po 10 dniach. Po 40 dniach młode przestają karmić się mlekiem matki.
Młode usamodzielniają się w 2. roku życia i samica jest wtedy zdolna znowu zajść w ciążę.

### Inne informacje
Długość życia dochodzi do 18 do 20 lat. Wielkość terytorium nie jest dokładnie znana, osiąga obszar rzędu kilkuset km². Terytorium samic jest dwukrotnie mniejsze niż samców.

## Hybrydy

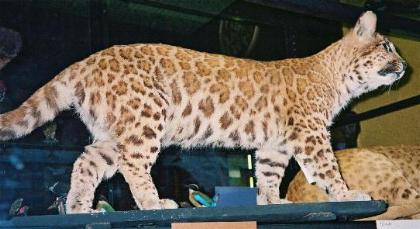
Eksponat pumaparda

Pumapard jest mieszanką pumy i lamparta. Trzy mioty pumapardów zostały wyhodowane w późnych latach 90. XIX wieku i na początku XX wieku przez Carla Hagenbecka w jego parku zoologicznym w Hamburgu. Większość zwierząt nie osiągnęła dojrzałości. Jeden został sprowadzony w 1898 do berlińskiego zoo. Uzyskiwano je również w późniejszych latach na całym świecie. Pumapard jest zbudowany podobnie do pumy, posiada jednak krótsze kończyny. Sierść zróżnicowana, z brązowymi cętkami. Wygląd zależy od płci i gatunku rodziców. Mają skłonność do karłowatości.